# Carlos Vera
Artikeln följer den spanska namnseden; faderns efternamn är Vera och moderns efternamn Rodríguez.
Carlos Alfredo Vera Rodríguez, född 25 juni 1976 i Manabí, är en ecuadoriansk fotbollsdomare. Vera blev internationell Fifa-domare 2006.